# Cam Clarke

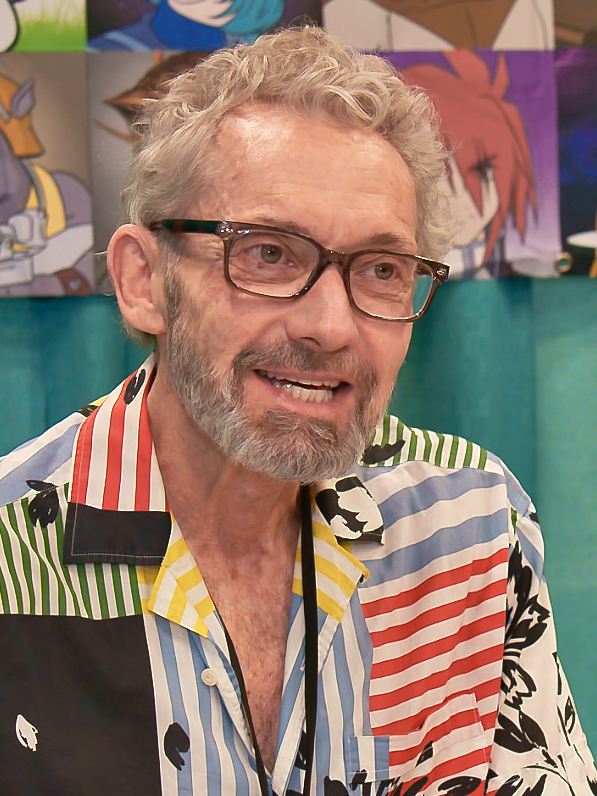
Cam Clarke (2024)

Cameron Arthur Clarke (* 6. November 1957 in Burbank, Kalifornien) ist ein US-amerikanischer Synchronsprecher und Schauspieler.

## Leben
Clarke wurde 1957 in Burbank als Sohn des Schauspielers Robert Clarke und der Sängerin Alyce King geboren. Er ist Neffe des Gitarristen Alvino Rey und des Pianisten Buddy Cole, Cousin der Schauspielerin Tina Cole und des Schriftstellers Chris Conkling. Clarke ist offen homosexuell. 2015 führte er sein autobiografisches Monodrama Stop Me If I Told You This auf.

## Karriere
Clarke begann seine Schauspielkarriere in der Show The Hollywood Palace und bei The King Family Show. Er trat mit der Familie in verschiedenen Fernseh-Specials auf, bis er in den 1980er Jahren seine ersten Rollen als Synchronsprecher in den Zeichentrickserien Die Schnorchels und Robotech bekam. Clarke wurde von dem erfahrenen Synchronsprecher Michael Bell unterrichtet und ist am bekanntesten für seine Rollen als Kaneda in Akira, als Max Sterling in Robotech (1985), als Rigadon in Um die Welt mit Willy Fog, als D’Artagnan in D’Artagnan und die 3 MuskeTiere sowie als Leonardo und Rocksteady in Teenage Mutant Hero Turtles.
Außerdem gab Clarke vielen Videospielcharakteren seine Stimme. So spricht er beispielsweise den männlichen Blutelfen in World of Warcraft. Bis heute hat Clarke in über hundert Spielen Charakteren seine Stimme gegeben. Er fungiert auch als Pavel in der beliebten PC-Veröffentlichung Neverwinter Nights.
Clarkes Markenzeichen ist die häufige Verstellung seiner Stimme. So kann seine Stimme von jugendlichem Klang (Leonardo) bis zu tiefem und beruhigendem Klang (Kratos) und einem britischen Akzent (Liquid Snake aus Metal Gear) variieren.